# Fúlvia Plaucila
Públia Fúlvia Plaucila (em latim: Publia Fulvia Plautilla) foi uma imperatriz-consorte romana, única esposa do imperador Caracala, de quem era também prima em segundo grau pelo lado paterno.

## Nascimento e família
Plaucila nasceu e foi criada em Roma. Ela era parte da gens Fulvia, ativa na política romana desde a época da República e que tinha origem plebeia na região de Túsculo. Sua mãe se chamava Hortênsia e seu pai era Caio Fúlvio Plauciano, o comandante da guarda pretoriana, cônsul, primo de primeiro grau e aliado próximo do imperador Sétimo Severo, o pai de Caracala.
Severo e Plauciano planejaram para que o casamento entre Plaucila e Caracala ocorresse numa luxuosa cerimônia em abril de 202. O casamento forçado se mostrou extremamente infeliz, pois Caracala desprezava a esposa. Segundo Dião Cássio, Plaucila era perdulária.
Pelas evidências numismáticas, Plaucila deu a Caracala uma filha de nome desconhecido em 204. No mesmo ano, seu sogro ordenou a construção do Arco de Sétimo Severo e honra a si mesmo e sua família, incluindo sua esposa, Júlia Domna, Caracala, Plaucila e o cunhado Geta.

## Exílio
Em 22 de janeiro de 205, Caio Fúlvio Plauciano foi executado por traição e suas propriedades foram confiscadas. Plaucila e a filha foram exiladas por Caracala para a Sicília e, posteriormente, para Lípari. Elas foram tratadas brutalmente e terminaram estranguladas por ordem do imperador depois da morte de Sétimo Severo em 4 de fevereiro de 211.

## Representações
Moedas com a imagem de Plaucila que sobreviveram são majoritariamente do reinado do sogro dela e trazem a inscrição PLAUTILLA AUGUSTA ou PLAUTILLA AUGUSTAE. Existe também um busto dela no Louvre.
Solinjanka ou Salonitanka ("mulher de Solin", a antiga cidade de Salona) é um dos mais importantes retratos romanos já encontrados na Croácia e, acredita-se, representa Plaucila quando jovem. Em mármore, esta peça foi encontrada em Salona e está preservada atualmente no Museu Arqueológico de Zagreb.